# Eden (музичка група)
Еден (хебр. עדן) био је израелски вокални мушки квартет који је био активан у периоду 1996−2001. године. Групу су основала браћа Еди и Габријел Батлер и Рафаел Дахан, а име је добила по најстаријој Едијевој кћерци из првог брака. Група је дебитовала у јавности у једној телевизијској забаваној емисији током 1997, а већ две године касније израелски јавни сервис их је интерно одабрао да представљају земљу на Песми Евровизије која је те године одржана у Јерусалиму.
Група је на Евросонгу наступила са песмом Yom Huledet за коју је музику и текст написао Моше Дац, а са 93 освојена бода такмичење су завршили на високом петом месту. Занимљиво је да је то био први пут у историји да су Израел на Евровизији представљали певачи тамније боје коже, пошто су браћа Батлер Јевреји афроамеричког порекла. Нешто касније исте године објавили су свој први, и једини, студијски албум под називом Срећан рођендан (хебр. ום הולדת).
Чланови групе су се званично разишли 2001. године.